# 新婚旅行
新婚旅行（しんこんりょこう）とは、結婚したばかりの新婚夫婦二人で赴く旅行。英語の「ハネムーン」（Honeymoon）ないし、その直訳の「蜜月（みつげつ）」ともいう。近代以前からの慣習から、交通網の発達及び消費社会の発展によって徐々に変化し、現代では新婚夫婦二人の旅行として定着している。

## 語源と意義
19世紀初頭以降、英国では結婚式後に、遠方の親族を訪問する旅行を「Bridal tour」と呼んでいた。また、日本では新婚夫婦が妻側の実家を訪問する「里帰り」「婿入り」の風習があった。
ハネムーンの語源は蜂蜜酒に関連する。古代から中世にかけてのヨーロッパでは、新婚家庭で花婿に精力増強効果が期待され、またはミツバチの多産にあやかって、蜂蜜酒が飲まされた。この約1か月の間、新郎新婦は家から出ずに子作りに励んだという。
新婚旅行の意義は時代によって変遷している。なお日本では、新婚旅行中に出来た子供を「ハネムーンベビー」と呼ぶことがある。

## 欧州における新婚旅行
従来から、欧州には「Bridal tour」の慣習があった。19世紀半ば以降、産業革命により、英国及びプロイセン王国（のちドイツ帝国）を中心に、ヨーロッパの鉄道網が発展したことに加え、消費社会の発展により中産階級にも結婚式や新婚旅行が広まった。その結果、新婚カップルはより刺激的かつ遠方へ二人だけで旅行するようになり、「Honeymoon」と呼ばれる旅行になった。

## 日本における新婚旅行

### 明治期
1889年（明治22年）、欧米文化としての「Honeymoon」を、井上円了が「新婚旅行」と訳して東京日日新聞紙上で紹介したことが、「新婚旅行」という言葉が日本で最初に使われた例である。「ホネームウン」としては、1878年にロウド・リットン著・丹羽純一郎訳『欧州奇事 花柳春話』の中で紹介されている。
その後、半井桃水の『新婚旅行』、田口掬汀の『蜜月遊』、生田葵山の『初契』等の文芸作品でも新婚旅行が扱われるようになった。ただしこれらの作中でも、現実でも、高級保養地へ旅行に行くことは上流階級の風習であった。
なお、同時期に連載されていた坂崎紫瀾の小説『汗血千里駒』（1883年より土陽新聞に連載）において、坂本龍馬夫妻が療養もかねて薩摩に滞在したことを「ホネー、ムーン」（ハネムーン）と表現したことに由来し、俗説として「坂本夫妻が日本初の新婚旅行を行った夫婦である」と広く知られている。ただし、日本初の新婚旅行を行った夫婦は薩摩藩家老・小松清廉が新婚時の1856年に行った夫婦での霧島旅行が最初ではないかとの説もある。

### 大正～昭和前期
大正から昭和前期にかけ、日本でも鉄道網が発達したことにより、上流階級の間に広まっていく。例えば、皇太子裕仁親王（後の昭和天皇）と良子女王（後の香淳皇后）は1924年（大正13年）1月に婚姻し、夏を福島県猪苗代町の高松宮翁島別邸（現天鏡閣）で過ごした。また高松宮宣仁親王と徳川喜久子は、1929年（昭和4年）に婚姻し、翌1930年（昭和5年）に欧州を1年以上にわたって長期訪問している。
ただし、旧民法下では家制度における戸主権が強大で「家同士の結婚」という価値観であったため、「夫婦二人のための自由旅行」は否定的に捉えられていた。例えば、下田歌子は礼法書で、新婚旅行に否定的な見解を示す一方、従前からの「里帰り」「婿入り」の風習を推奨している。

### 昭和中期

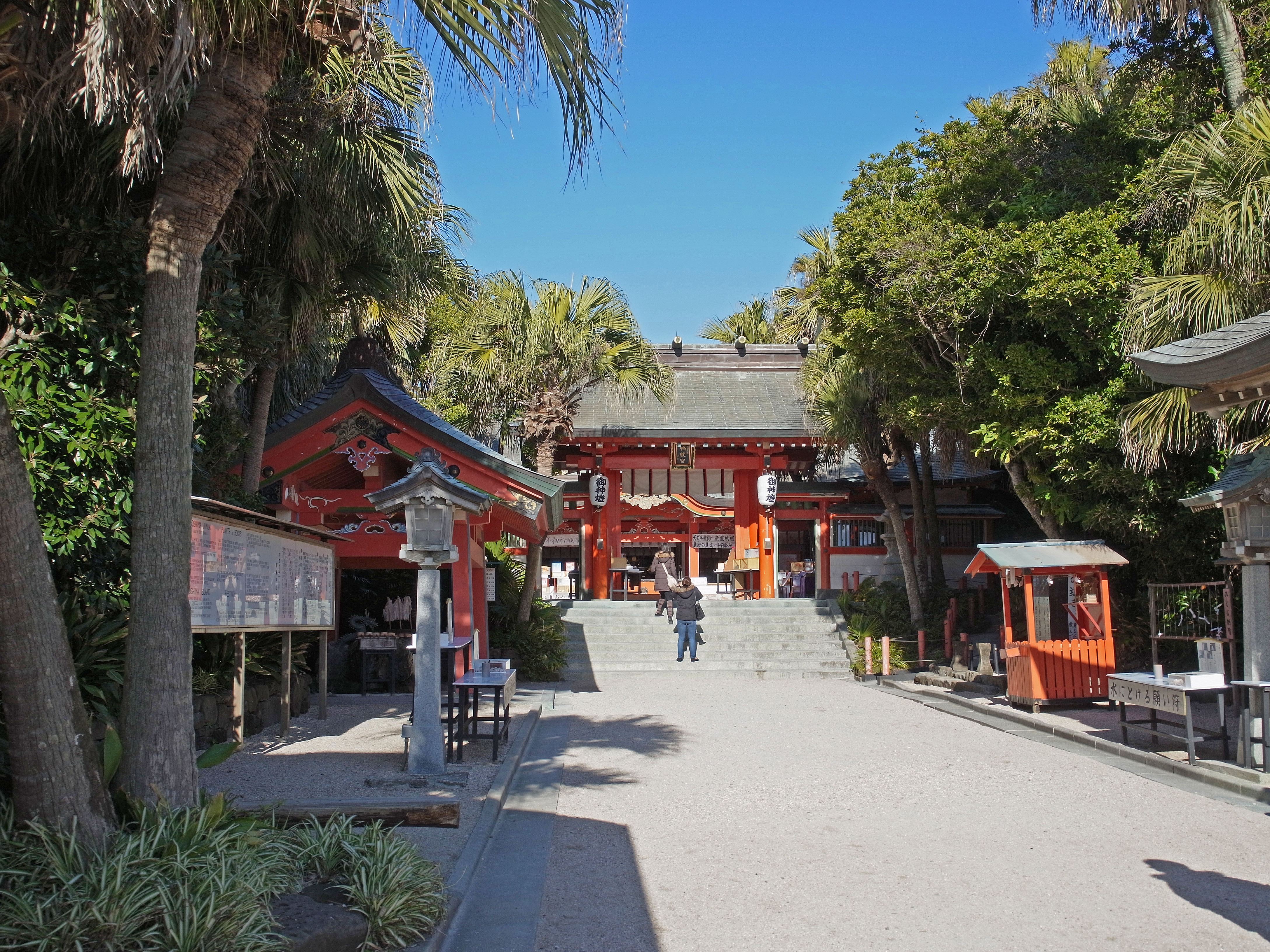
青島神社

1947年（昭和22年）の大幅な民法改正により、夫婦は対等な個人同士となった。加えて、1959年（昭和34年）に皇太子明仁親王と正田美智子が、翌1960年（昭和35年）に清宮貴子内親王と島津久永が、それぞれ結婚した際には「恋愛結婚」であったと大々的に報じられ、若者の結婚観も変化していく。昭和30年代から40年代にかけ、恋愛結婚の割合が増加し、見合い結婚を上回るようになった。
加えて同時期は、日本の高度経済成長期にあり、婚姻数の増加と消費拡大を背景に、結婚式は自宅ではなく式場・ホテルで行われ、さらに旅行会社による「セット旅行」として商品化され、利用されるようになった。関西では和歌浦[要出典]や南紀白浜 、関東近傍では伊豆や箱根、熱海などの温暖な温泉地が人気があった。1959年（昭和34年）には、国鉄が新婚カップル用のことぶき周遊券を発売した（当初、601キロ以上が適用）。
さらに、宮崎県が絶大な人気を集めるようになり、最盛期の1974年（昭和49年）には婚姻数100万組のうち約37万組が同地を訪問した。宮崎県は1960年（昭和35年）に島津貴子・久永夫妻が新婚旅行で同地を訪問、さらに1962年（昭和37年）に皇太子・美智子妃夫妻が行啓したことで注目され、メディアにより憧れの地と言うイメージが高まった。宮崎県や国鉄、宮崎交通も、戦前期の「皇祖発祥の地」から転換を迫られていた背景もあり、フェニックス（カナリーヤシ）の植樹をはじめとするリゾートイメージの形成に力を入れ、新婚旅行客を誘致した。また、映画『百万人の娘達』やNHKドラマ『たまゆら』等のメディアにより相次いで南国イメージも強調、普及していった。1967年（昭和42年）から 1972年（昭和47年）には、宮崎県への新婚旅行客向けに、大阪 - 宮崎間に臨時急行列車「ことぶき」号が運行された。一般的な訪問ルートに、青島神社や鵜戸神宮での子宝祈願、南国情緒あるこどものくにやサボテン公園の散策、さらに都井岬が挙げられる。
この他、東京からは、伊豆また箱根へ1から2泊程度の短い旅程や、宮崎同様に南国情緒を売りにした和歌山県の白浜（南紀白浜）への京都経由5日の旅程も人気があった。
これら観光地の旅館も、防音設備のある部屋や、花嫁に恥ずかしい思いをさせない気遣い等のサービスを充実させていた。鉄道では、国鉄・私鉄を問わず快適な特急列車が運行され、主要駅には新婚カップルと見送り客が溢れ、車内は窓側が女性・通路側が男性と一線に並ぶ活況を呈していた。

### 昭和後期
1964年（昭和39年）、海外旅行の自由化により、芸能人を中心にハワイ等の南国に貯金して赴くことがステータスになっていった。さらに
1973年（昭和48年）の変動相場制移行や、ホノルルやグアムの日本路線にジャンボジェット機を導入（日本航空の歴史を参照）したことが追い風となり、続く昭和50年代には、ハワイも現実的に可能な新婚旅行先の一つとなった。
昭和60年代には、長期休暇が取得しづらい日本の労働環境もあり、新婚旅行を兼ねた観光旅行の需要が高まり、北米や欧州方面等、行き先も多様化していった。

### 平成期
特に1990年代から2000年代では、円高の進行は海外渡航傾向を後押ししており、豪華客船世界一周や豪華な大陸横断鉄道による列車の旅などといった多様化・高級化・長期化も見られる。ただその一方で、長引く平成不況の景気低迷で、いわゆる地味婚に関連した、新婚旅行は未定期延期という新婚家庭も見られる。また、できちゃった結婚の増加も、微妙に新婚旅行の傾向に影響を及ぼしている。
だがその一方で、団塊の世代（第一次ベビーブーマー）やその世代よりも前の世代の夫婦などのような、経済的な問題や多忙が原因であまり豪華な新婚旅行が出来なかった世代が、実現出来なかった「豪華な新婚旅行」を取り戻すべく、2000年代より定年退職後のあり余る余暇を利用しての豪華旅行を行うといった風潮も見られ、熟年夫婦や老年夫婦の旅行も増加傾向である。旅行会社側もこれに対応し、1人数百万円という豪華パック旅行までもを企画・提供している。